# Agata Dudek
Agata Dudek (ur. w 1984 w Warszawie) – polska ilustratorka, projektantka i graficzka. 

## Życie i działalność
Ukończyła studia na Akademii Sztuk Pięknych w Warszawie w 2010 roku. Studia skończyła broniąc dyplom w Pracowni Ilustracji Profesora Zygmunta Januszewskiego i Moniki Hanulak na Wydziale Grafiki. 
Artystka jest autorką ilustracji do książek: Kto to widział?, Wrony i wąż, Dzień cukierka bez papierka, Pora na kalafiora, Czy można dotknąć tęczy, Straszne strachy, 7 grzechów głównych (książka). Ponadto przygotowała ilustracje do serii Trylogii Gdańskiej, opartej na faktach opowieści o zasłużonych mieszkańcach Gdańska: Wędrując po niebie z Janem Heweliuszem, Ciepło-zimno. Zagadka Fahrenheita, Życie pod psem według Artura Schopenhauera. 
Ilustratorka od 2012 roku prowadzi z Małgorzatą Nowak studio graficzne „Acapulco Studio”, w którym wspólnie pracują nad projektami książkowym i wydawniczymi, plakatami oraz opakowaniami. Ilustratorki zdobyły Główną Nagrodę w konkursie Książka Roku 2016 polskiej sekcji IBBY za projekt graficzny książki Daję słowo! Wędrówki po języku i literaturze Grzegorza Leszczyńskiego.

## Nagrody i wyróżnienia
- 2005 – Wyróżnienie w Konkursie Sztuki „Under the Mask”
- 2007 – Wyróżnienie na Międzynarodowym Konkursie satyrycznym – SATYRYKON 2007
- 2008 – Director of the Museum Prize International Competition of satirical SATYRYKON 2008; Główna Nagroda GRAFEX 2008 oraz Nagroda Główna w konkursie marki Tymbark „Uwolnij swoje pragnienia”
- 2009 – Nagroda Główna w konkursie „Dobrze zaprojektowana książka”; Nominacja sekcji IBBY do konkursu Książka Roku 2008/2009; Nagroda Grand Prix SATYRYKONU 2009 – za cykl prac Jaka jest kobieta...
- 2010 – Nagroda Jury w konkursie „Dobrze zaprojektowana książka”; Główna Nagroda na Międzynarodowym Festiwalu Humoru w Kremnicy GAGY
- 2011 – Nagroda w konkursie „Najpiękniejsza Książka” PTWK 2011; Książka Roku 2010/2011 Polskiej Sekcji IBBY; Główna Nagroda w konkursie STGU Projekt Roku 2010/2011
- 2012 – Nominacja do Nagrody Literackiej m.st. Warszawy; Nagroda w konkursie „Najpiękniejsza Książka” PTWK 2012; Główna nagroda w konkursie Grand Front 2012; Wyróżnienie w konkursie MUST HAVE / Łódź Design Festival 2012[5].